# Armand-François Cillart de Surville
Armand-François-Marie Cillart, dit « comte de Surville », né le 1er février 1730 à Seglien (Morbihan) et mort le 30 juin 1801 à Jersey, était un officier de marine français et le seigneur de Surville et de Kerguezennec.
Il se fait connaître sous le commandement de La Motte-Picquet au cours de la bataille de la Martinique de 1779. Avec seulement 3 vaisseaux français face à 13 anglais, leur intervention permet à 16 navires marchands et leurs cargaisons de s'échapper et de capturer 10 navires anglais. 
Il termine sa carrière avec le grade de chef d'escadre des armées navales.

## Biographie
(12 mai 2020).

### Origines familiales
Originaire de Bretagne, la maison de Cillart est noble d'ancienne extraction, de sang, de nom, d'armes, d'états et d'épée. Il est le fils de Marc-Antoine Cillart, seigneur de Surville (né en 1681), capitaine de dragons, et de sa femme Marie Jeanne Marguerite Gertrude de Bizien du Lezard.
Son frère, Jean-Marie de Villeneuve Cillart, est capitaine de la frégate la Surveillante. En 1781, il participe à l'Expédition particulière, la bataille du cap Henry et au siège décisif de Yorktown. Il meurt à la bataille de Quiberon en 1795.
Son autre frère, le chevalier de Cillart, fait les campagnes de l'Inde sous les ordres du bailli de Suffren, capitaine de vaisseau le 9 mai 1781. Il est cassé le 25 juillet 1784 et renvoyé en France suite au combat de Négapatam (1782).

### Carrière dans la Marine du roi
Cillart de Surville est fait enseigne de vaisseau le 13 mai 1754. Il sert pendant la guerre de Sept Ans et commande le vaisseau  le Duc d'Orléans (74 canons) de l'escadre du comte d'Aché lors des combats de Gondelour (29 avril 1758) et de Négapatam, (3 août 1758). Ces combats opposent une escadre française composée de vaisseaux du roi et de la Compagnie française des Indes orientales, à une escadre britannique, conduite par l'amiral Pocock. Il est cité parmi les blessés.
Cillart de Surville reçoit une commission de lieutenant de vaisseau le 1er janvier 1761. En 1762, il prend part à l'expédition emmenée par le chevalier de Ternay et M. de Monteil, destinée à prendre Terre-Neuve aux Britanniques. Il est nommé à cette occasion capitaine de la frégate La Licorne (30 cansons). Au cours de cette expédition, il contribue à la prise d'un corsaire anglais sur les parages de Terre-Neuve. Ces trois officiers abordent l'ennemi chacun sur un canot et sautent dans le navire avant que l'équipage n'ait eu le temps de tirer .
La paix revenue, il commande la frégate la Belle Poule, (frégate célèbre pour son combat contre le HMS Arethusa en 1778 commandée alors par Jean-Isaac Chadeau de la Clocheterie, combat qui marque le début de l'entrée en guerre de la France dans la guerre d'indépendance des États-Unis). Cillard de Surville s'illustre à nouveau pendant ce conflit.
Le 27 juillet 1778, il commande le vaisseau le Réfléchi (64 canons) au combat d'Ouessant, au sein du corps de bataille conduit par le lieutenant général, le comte d'Orvilliers. L'été suivant, il combat dans les Indes occidentales. Le 6 juillet 1779, à la bataille de la Grenade, il commande à nouveau le Réfléchi, au sein de la flotte du comte d'Estaing. Le 18 décembre 1779, il est au combat de la Martinique, cette fois sous les ordres de La Motte-Picquet. L'Annibal de La Motte-Picquet, assisté du Réfléchi et du Vengeur commandé par le chevalier de Retz, repoussent les 13 vaisseaux britanniques de l'amiral Parker devant Fort-Royal.
Le 2 mai 1780, il quitte Brest sous les ordres de l'amiral Charles-Henri-Louis d'Arsac de Ternay (1723-1780) comme commandant de la frégate la Surveillante pour escorter un transport de troupes du comte de Rochambeau au Nouveau Monde afin d'aider les Américains dans leur lutte contre les Anglais. Le convoi d'une trentaine de transports ne connaît pas sa destination. Le temps est assez beau. L'amiral de Ternay choisit la route du Sud, moins risquée. C'est seulement le 21 mai que les officiers apprennent leur véritable destination.
Au cours du voyage, ils éviteront les combats : leur vraie mission est le transport des renforts aux Américains dans la guerre d'indépendance des États-Unis. Après 69 jours, ils arrivent au large de Rhode Island, à Boston le 11 juin 1780. L'amiral Ternay meurt du typhus en décembre de la même année et l'intérim est assuré par Charles Sochet des Touches (1727-1793), en attendant l'arrivée de Barras de Saint-Laurent en mai 1781.
En octobre 1781, il commande la frégate La Bellone au large du cap de Bonne-Espérance, escortant les transports Necker et Sévère. L'escadron a rencontré le HMS Hannibal de 50 canons qui a capturé les transports pour les amener à Sainte-Hélène, tandis que la Bellone faisait voile vers l'Isle de France, venant renforcer l'escadre française sous le commandement du contre-amiral Thomas d'Estienne d'Orves (1727-1782). Le 9 février 1782, Estienne d'Orves meurt et Suffren donne le commandement de la Bellone à Jean André de Pas de Beaulieu (1750-1783).
Le 20 octobre 1782, il commande l'Actif (74 canons) à la bataille du cap Spartel au sein de la flotte franco-espagnole qui affronte une flotte britannique placée sous les ordres de l'amiral Howe. Il reçoit ses provisions de chef d'escadre des armées navales lors de la promotion de 1786.
Officier de marine des plus estimés et des plus renommés, le comte de Cillart de Surville, investi de plusieurs commandements successifs et importants, est chef d'escadre quand vient la Révolution française de 1789.

### Émigration à la Révolution
Il semble avoir pris part aux mouvements contre-révolutionnaires probablement de concert avec son parent, le marquis de la Boëssière. En effet, en l'an XI, on dénonçait à l'administration préfectorale un officier de marine nommé Cillart comme étant un des chefs de la correspondance de l'ancienne chouannerie qui se retirait tantôt à Étables, tantôt à Saint Quas. Il est élevé à la dignité de commandeur de l'ordre royal et militaire de Saint-Louis, le 8 février 1798, pendant l'émigration.
Il émigre et meurt à Jersey le 30 juin 1801.

## Mariage et descendance
Le 16 mars 1763, Armand-François-Marie Cillart épouse Anne Marie de Parcevaux. Elle est la fille de Claude de Parcevaux, et de Marguerite de Kergoët de Tronjoly. De cette union naissent deux garçons et quatre filles.